# Castelo Craigcrook

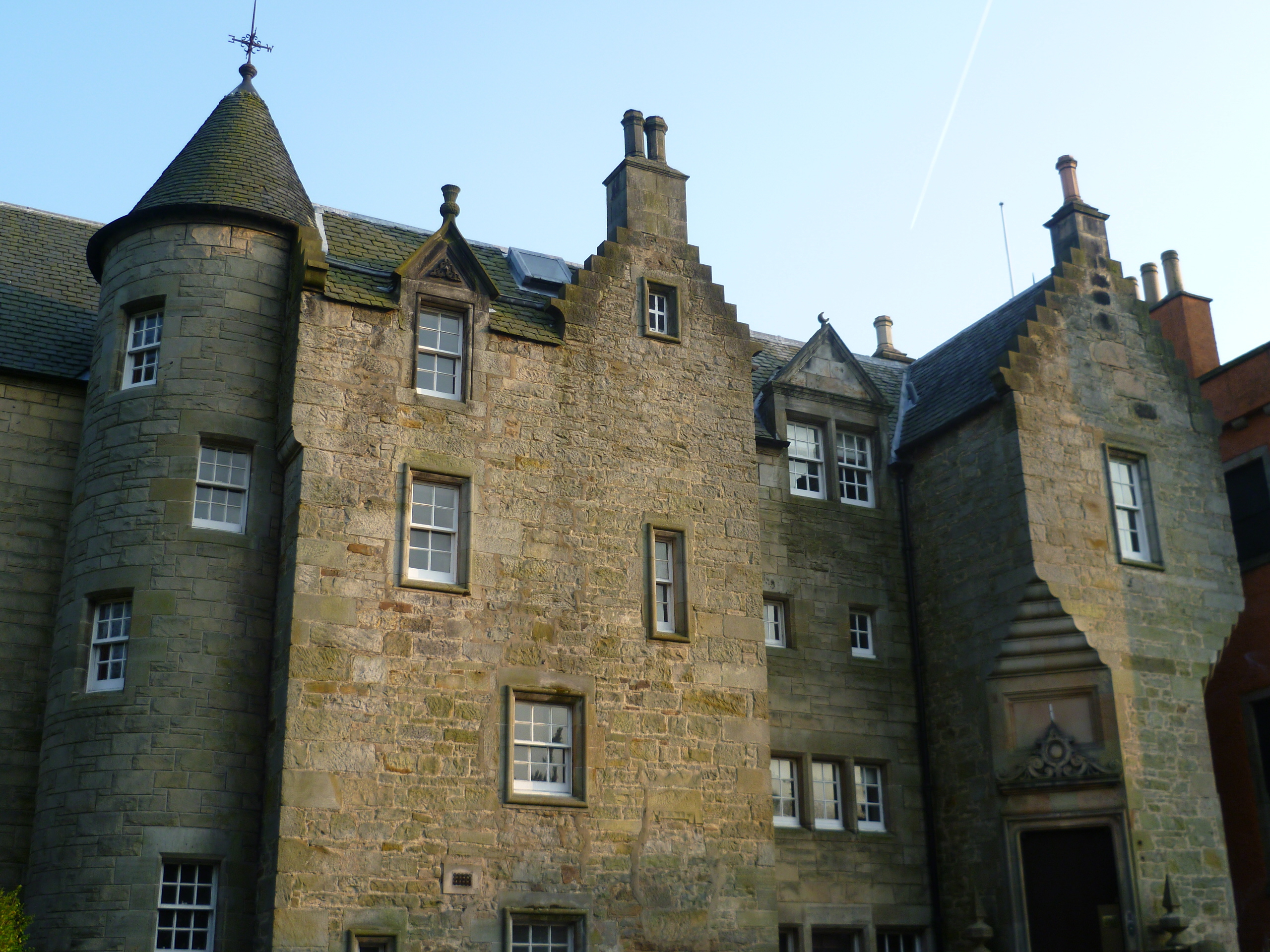
Castelo Craigcrook, Escócia.

O Castelo Craigcrook (em língua inglesa Craigcrook Castle) é um castelo localizado em Blackhall, Escócia.
Encontra-se classificado na categoria "B" do "listed building" desde 14 de julho de 1966.